# Tân Bình, Hiệp Đức
Tân Bình là thị trấn huyện lỵ của huyện Hiệp Đức, tỉnh Quảng Nam, Việt Nam.

## Địa lý
Thị trấn Tân Bình nằm ở trung tâm huyện Hiệp Đức, có vị trí địa lý:
- Phía đông giáp xã Bình Sơn
- Phía tây giáp xã Sông Trà
- Phía nam giáp xã Quế Lưu và xã Thăng Phước
- Phía bắc giáp các xã Hiệp Hòa, Hiệp Thuận và Quế Thọ.

Thị trấn có diện tích 23,17 km², dân số năm 2019 là 6.249 người, mật độ dân số đạt 270 người/km².
Trên địa bàn thị trấn có sông Thu Bồn chảy qua.

## Lịch sử
Địa bàn thị trấn Tân Bình hiện nay trước đây vốn là xã Quế Bình và một phần xã Quế Thọ thuộc huyện Hiệp Đức.
Ngày 11 tháng 1 năm 1986, Hội đồng Bộ trưởng ban hành Quyết định số 05/HĐBT. Theo đó, thành lập thị trấn Tân An, thị trấn huyện lỵ huyện Hiệp Đức trên cơ sở một phần diện tích và dân số của xã Quế Thọ.
Đến năm 2019, thị trấn Tân An có diện tích 6,03 km², dân số là 3.776 người, mật độ dân số đạt 626 người/km², có 3 khối phố: An Đông, An Tây, An Nam. Xã Quế Bình có diện tích 17,14 km², dân số là 2.473 người, mật độ dân số đạt 144 người/km².
Ngày 10 tháng 1 năm 2020, Ủy ban Thường vụ Quốc hội ban hành Nghị quyết số 863/NQ-UBTVQH14 về việc sắp xếp các đơn vị hành chính cấp xã thuộc tỉnh Quảng Nam (nghị quyết có hiệu lực từ ngày 1 tháng 2 năm 2020). Theo đó, sáp nhập toàn bộ diện tích và dân số của xã Quế Bình vào thị trấn Tân An để thành lập thị trấn Tân Bình.